# Robert Blum

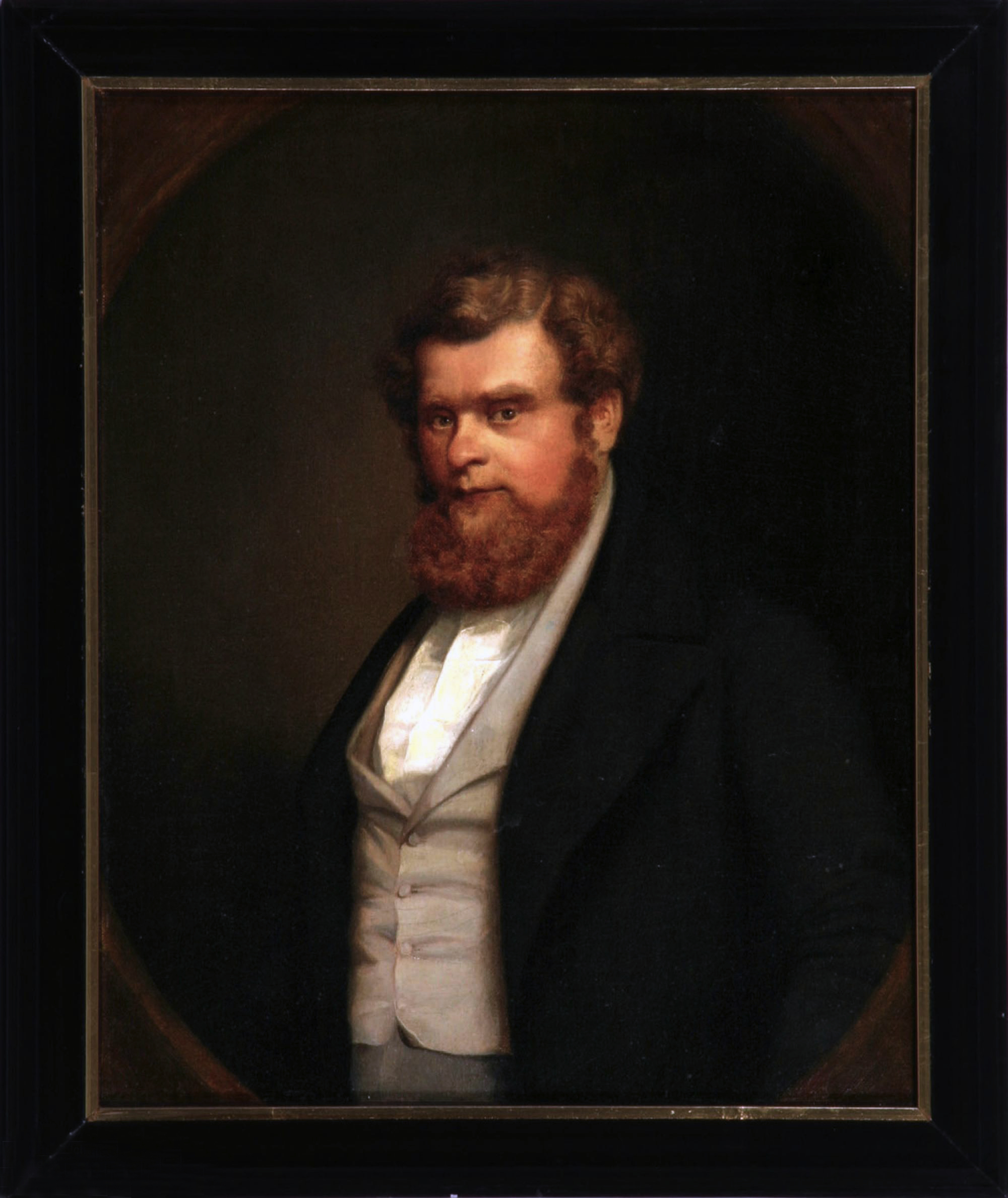
Robert Blum

Robert Blum, född 10 november 1807 i Köln, död 9 november 1848 i Brigittenau vid Wien (avrättad), var en tysk liberal politisk agitator. Han var far till författaren och advokaten Hans Blum.
Blum var först hantverkslärling, sedan bodbetjänt, bedrev därefter studier och var en tid verksam som skriftställare i Leipzig. Under de politiska oroligheterna 1848 blev han huvudman för det demokratiska partiet i Sachsen, invaldes samma år i Frankfurtparlamentet och blev där en av vicepresidenterna och vänsterns ledare.
Då politiska oroligheter samma år utbröt i Wien, sändes han jämte Julius Fröbel dit för att i vänsterns namn överlämna en adress till demokraterna. Eftersom han deltagit i barrikadstriderna häktades han efter Wiens stormning, ställdes för krigsrätt, dömdes till döden och arkebuserades 9 november i Brigittenau. Hans död väckte stor förbittring och deltagande i hela Tyskland.
De tyska revolutionärerna sjunger än idag den gamla hyllningen Robert Blum-lied.